# مفرق حبيش (المخادر)

تعديل مصدري - تعديل

مفرق حبيش محلة تابعة لقرية الرجاد، التابعة لعزلة السحول بمديرية المخادر إحدى مديريات محافظة إب في الجمهورية اليمنية، بلغ تعداد سكانها 1397 حسب تعداد اليمن لعام 2004.